# Adolf Hepner

Adolf Hepner (Fotografie etwa Mitte der 1870er Jahre)

Adolf Hepner (* 24. November 1846 in Schmiegel (Posen); † 26. April 1923 in München) war ein deutscher Sozialdemokrat (SPD), Verleger, Journalist und Mitangeklagter im Leipziger Hochverratsprozess. Er verwendete auch das Pseudonym A. Ephren.

## Jugend
Hepner stammte aus einer gutbürgerlichen jüdischen Familie: Sein Vater war Bäckermeister. Er besuchte die Elementarschule in Schmiegel, ab 1859 das Gymnasium in Lissa (Posen). 1863 bis 1866 studierte Hepner am Jüdisch-Theologischen Seminar in Breslau, einem Rabbinerseminar. Nachdem er sich von der Theologie abgewandt hatte, machte er 1867 Abitur am Gymnasium in Gnesen. Danach studierte er Philosophie und Nationalökonomie an der Universität Breslau und in Berlin. In Breslau war er als Buchhändler und Verleger tätig.

## Politik und Journalismus
Er beschäftigte sich zu dieser Zeit mit den Schriften von Ferdinand Lassalle. Im Sommer 1869 wurde er Mitglied im Demokratischen Arbeiterverein Berlin. Er lernte August Bebel und Wilhelm Liebknecht kennen und wurde bald ihr engster Mitarbeiter. Am Gründungskongress der Sozialdemokratischen Arbeiterpartei (SDAP) 1869 in Eisenach nahm er teil. Er arbeitete journalistisch für das sozialdemokratische Zentralorgan Der Volksstaat und wurde Ende Dezember 1869 in Leipzig zweiter Redakteur dieses Blattes.

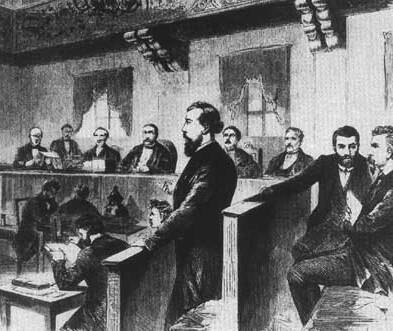
Adolf Hepner (2. v. r.), Wilhelm Liebknecht (in der Mitte im Zeugenstand stehend), und August Bebel (1. v. r.) als Angeklagte beim Leipziger Hochverratsprozess

Mit Bebel und Liebknecht wurde er in seiner Funktion als Redaktionsmitglied von Der Volksstaat verhaftet. Er war so unschuldig wie ein neugeborenes Kind, wie Bebel vermerkte. Im Leipziger Hochverratsprozess vom 11. bis 26. März 1872 wurde er mit Bebel und Liebknecht angeklagt, er in seiner Funktion als Redakteur von Der Volksstaat. Er wurde als einziger freigesprochen.
Trotz Verbots des Leipziger Polizeidirektors Rüder, den Internationalen Arbeiterkongress der Internationalen Arbeiterassoziation im September 1872 im Haag zu besuchen (mit der Androhung von vier Wochen Gefängnis bei Zuwiderhandlung), nahm Hepner als Delegierter mit einem Mandat der Sektion Regensburg an diesem Kongress teil. Hier lernte er Karl Marx, Friedrich Engels und auch Josef Dietzgen persönlich kennen. In seiner Rede im Haag am 6. September 1872 führte er u. a. aus: „nicht allein ‚Nieder mit Napoleon!‘, sondern auch ‚Nieder mit Bismarck!‘ Wir deutschen Arbeiter wenigstens sind davon überzeugt, daß die Kommune größtenteils durch den Mangel an Autorität gefallen ist!“ Später musste er ins Gefängnis. Der Polizeipräsident hatte es auf Hepner besonders abgesehen, weil dieser ihn persönlich angegriffen hatte. Hepner wurde im Frühjahr 1873 aus Leipzig ausgewiesen. Er wollte sich in der Umgebung von Leipzig aufhalten, wurde aber aus den einzelnen Bezirken nacheinander von Rüder in Leipzig vertrieben, bis er Sachsen verlassen musste. Da Hepner wegen Preßvergehens bestraft war, konnte er für ein Jahr, wie jeder andere Verurteilte in Sachsen, aus seinem Wohnort ausgewiesen werden.
Dazu kamen Konflikte mit dem Parteiausschuss und hier insbesondere mit Theodor Yorck. Bebel bezeichnete Hepner und Yorck als verbissene Gegner. So schied Hepner 1873 aus der Redaktion von Der Volksstaat aus.
Hepner zog wieder nach Breslau und gründete den Verlag ‚A. Hepner's Breslau.‘ Dieser Verlag brachte überwiegend religiöse jüdische Literatur heraus.
1882 wanderte er aufgrund der Repressionsmaßnahmen gegen die Sozialdemokratie durch das Sozialistengesetz wie viele seiner Genossen in die Vereinigten Staaten von Amerika aus. 1886 zog er nach St. Louis. Dort redigierte er von 1888 bis 1898 das St. Louis Tageblatt, eine Zeitung, die von verschiedenen deutschsprachigen Gewerkschaften unterstützt wurde. Nachdem das Tageblatt eingestellt worden war, schrieb er für die Westliche Post St. Louis. Während seiner Zeit in den USA war er auch schriftstellerisch und als sozialistischer Journalist tätig. Hervorzuheben ist sein Buch „Die Ikarier in Nordamerika“, in dem er sich mit den Ideen von Charles Fourier auf der Grundlage von Friedrich Engels’ Anti-Dühring beschäftigt.
1908 kehrte er nach Deutschland zurück. Hepner schrieb zahlreiche Artikel für Die Neue Zeit, die Sozialistischen Monatshefte, den österreichischen „Der Kampf“ u. a. Für „Die Neue Zeit“ schrieb er z. B. „Chicagoer Weltausstellungs-Brief“ oder „Schopenhauer über den Tod. Gemessen an der Lebensphilosophie des Sozialismus“. Für die „Sozialistischen Monatshefte“ : „Das italienische Frauen- und Kinderschutzgesetz“, „Vom Deutschtum in Amerika“ oder „Dynamit und Gewerkschaften in Amerika“. Was ihn bewog, Fishbergs „Die Rassenmerkmale der Juden“ aus dem Englischen zu übersetzen, bleibt mangels Quellen unklar. In dem Buch Josef Dietzgens philosophische Lehren schloss er sich den Interpretationen von dessen Sohn Eugen Dietzgen an. In den folgenden Jahren nahm er einen „mehrheitssozialistischen Standpunkt“ an, wie er in seiner 1920 erschienenen Schrift über die Bayrische Räterepublik schreibt.

## Schriften (Auswahl)
- Mahnwort an die Juden Berlins zur bevorstehenden Repräsentanten-Wahl und Rabbinerberufung. Hermann, Berlin 1868. Online
- Die politische Demi-monde. F. Thiele in Kommission, Leipzig 1870.
- Das Leipziger ‚Tageblatt‘. Zugleich eine allgemeine Darstellung des Zusammenhangs Bonaparte's mit der Bourgeoisie. F. Thiele in Kommission, Leipzig 1870.
- Meine 3 1/2-jährige Leipziger Polizeicampagne. Heiteres und Ernstes, Publicistisches und Juristisches zugleich ein Beitrag zur Charakteristik unserer heutigen politischen Zustände. Wilhelm Bracke jun., Braunschweig 1874.
- A. Ephren[13]: Vier Zeitfragen in neuer Behandlung. A. Hepner's Verlag, Breslau 1881[14]
- August Bebel: Die Ziele der Arbeiterbewegung. Nach der 6. Aufl. kritisch revidiert und hrsg. von Ad. Hepner. Hepner, New York 1883[15]
- Die Ikarier in Nordamerika. Eine Warnung vor communistischen Colonialgründungen. Rossenberg, Oehler, New York 1886 Online
- Der 11. November 1887. Invieweit berührt derselbe auch die nicht-anarchistische Arbeiterwelt?. Vereinigte Arbeiter Organisationen, New York 1890. Online
- Extraterritorial criminal jurisdiction and its effect on American citizens. Government print office, Washington 1890. Digitalisat
- Good night Shatz. A realistic joke and ernest in one act. St. Louis News, St. Louis 1894 (English and American drama of the nineteenth century)
- Gambling communities. Authority of law and law authorities under the charm of ‚Nickel Slots‘ in Saloons. A socialistic treatise. St. Louis, Mo., Adolph Hepner, St. Louis 1894 Online
- Jesus und die Juden. New York 1903
- Centenary of ‚Faust‘-Zueignung: Goethe's ‚Dedication‘ of ‚Faust‘. On the 24th of June, 1897. The German Text with an Introductory, a correct Interlineary Translation and copious notes. By Adolf Hepner. Editor ‚St. Louis Tageblatt‘. St. Louis, Mo. 1897. Digitalisat
- Amerika's Hilfe an Deutschland 1870–1871. An abstract from the official correspondence of E. B. Washburne, U.S. Ambassador to Paris. America's aid to Germany in 1870–71. The English text, with a German translation, and prefaced by Adolf Hepner. St. Louis 1905. Digitalisat
- Der Schutz der Deutschen in Frankreich 1870 und 1871. Briefwechsel des außerordentlichen Gesandten und bevollmächtigten Minister der Vereinigten Staaten für Frankreich E. B. Washburne in Paris vom 17. Juli 1870 bis zum 29. Juni 1871. Aus den diplomatischen Akten der Regierung der Vereinigten Staaten von Nordamerika. Ausgewählt und übersetzt und mit Einleitung versehen von A. Hepner. J. H. W. Dietz, Stuttgart 1907
- Präsidentenwahl und Proletariat in den Vereinigten Staaten. In: Der Kampf, Wien 1909, S. 60–64.
- Morris Hillquit: Der Sozialismus, seine Theorie und seine Praxis. Vom Verfasser durchgesehene Ausgabe übersetzt von Adolf Hepner. E. Reinhardt, München 1911[16]
- Maurice Fishberg: Die Rassenmerkmale der Juden. Eine Einführung in ihre Anthropologie. Übersetzt von Adolf Hepner. E. Reinhardt, München 1913. englische Ausgabe online
- Josef Dietzgens philosophische Lehren. Mit einem Porträt von Josef Dietzgen. J. H. W. Dietz, Stuttgart 1916. (=Internationale Bibliothek 58) (2. Aufl. 1922)
- Dr. Kurt Eisner. Zum Jahrestag der Gründung der bayerischen Republik. Bayerns erster republikanischer Ministerpräsident. Eine kritische Würdigung des Politikers Eisner vom mehrheitssozialistischen Standpunkt. Gebbert, München 1919.
- Goethe und Dietzgen. 1920.
- Hepner veröffentlichte zwischen 1894 und 1901 in der Zeitschrift „Die Neue Zeit“ 14 Artikel.[17]
- Hepner veröffentlichte zwischen 1908 und 1920 in den „Sozialistischen Monatsheften“ 14 Artikel.[18]

### „A. Hepner's Verlag Breslau“
- Benedict Zuckermann: Das Mathemathische im Talmud. Beleuchtung und Erläuterung der Talmudstellen mathematischen Inhalts. 1878.
- Falk Cohn: Israelitische Religionsschulen neben höheren Lehranstalten. Ein Beitrag zur Geschichte des deutschen Schulwesens 1878 Online
- Fanny Neuda: Stunden der Andacht. Gebetbuch für Mädchen und jungen Frauen israelitischen Glaubens. 2. verb. Aufl. 1878.
- Siegmund Maybaum: Fest- und Gelegenheits-Predigten. von S. Maybaum, Rabbiner der israelitischen Cultusgemeinde in Saaz. 1878.
- Rothschild: Gebet- und Religions-Büchlein für die erste israelitische Jugend. 1879.
- Ludwig August Frankl: Libanon. Ein poetisches Familienbuch. 1880.
- Juliusz Roger: Pieśni ludu polskiego w Górnym Szląsku. 1880.
- C. Zander: Handbücher zur Preußischen Verwaltungspraxis. Handbuch der Polizei- und Steuerbestimmungen über den Betrieb der Gast- und Schankwirthschaft sowie des Kleinhandels mit geistigen Getränken im Preußischen Staate. Bd. 1. 1880.
- C. Zander: Handbücher zur Preußischen Verwaltungspraxis. Handbuch, enthaltend das Gesetz vom 11. Juni 1874 über die Enteignung von Grundeigenthum nebst Ergänzgungen und Erläuterungen. Bd. 2, 1881.